# Панченко, Евгений Иванович
Евге́ний Ива́нович Па́нченко (8 октября 1927, Минск — 23 мая 2014) — советский генерал-лейтенант, лауреат Государственной премии СССР. С 1976 по 1987 год — первый заместитель начальника Главного управления вооружения космических средств МО СССР

## Биография

### Ранние годы
Родился 8 октября 1927 года в Минске. С началом Великой Отечественной войны неоднократно принимал участие в общественных работах, в 1942 году был мобилизован на строительство аэродрома.
В 1943 году поступил в авиационный техникум.
В 1945 году поступил на радиофакультет Московского института связи, который окончил в 1949 году.

### Служба вВС СССР
В мае 1951 года Панченко был призван в ряды вооружённых сил. Там его распределили для службы в военную приёмку НИИ-10 и назначили старшим начальником военной приемки на заводе № 699 в Москве.
В мае 1952 года назначен старшим инженером (старшим офицером) в 4-м управлении ГАУ с присвоением воинского звания инженер-лейтенант.
С марта 1960 года старший офицер отдела, а с сентября заместитель начальника отдела 4-го управления ГАУ.
С мая 1963 года назначен начальником отдела 3-го Управления ГУРВО, с января 1965 года — начальником отдела Центрального управления космических средств МО.
С июня 1970 в ГУКОС МО СССР в должности заместителя начальника 3-го управления, с июня 1977 начальник 3-го управления, с июля 1983 заместитель начальника Главного управления космических средств Министерства обороны СССР по МКС «Буран» и АСУ.
В июле 1986 назначен первым заместителем начальника Главного управления вооружения космических средств МО.

### В отставке
Уволен с действительной военной службы в декабре 1987 года. После работал в различных организациях космической отрасли.
Умер в 11 часов дня 23 мая 2014 года.

## Оценка деятельности
Е. И. Панченко внёс большой вклад в оснащение ракетных и космических войск СССР вооружением. На протяжении службы он неоднократно непосредственно участвовал в летных испытаниях ракет, ракет-носителей и космических аппаратов, а также в запуске первого спутника и первого космонавта. Участвовал в организации командно-измерительного комплекса, оснащении его новой аппаратурой управления, связи и автоматизации, в создании плавучих измерительных комплексов. В последние годы службы отвечал за создание МКС «Буран». В значительной мере достигнутые под его началом успехи обусловлены умелой организацией взаимодействия с промышленными организациями.

### Награды
- Государственная премия СССР (1970)[2].
- Орден Ленина (1980)[2].
- Орден Трудового Красного Знамени (1975)[2].
- 2 ордена «Знак Почёта» (1956 и 1957)[2].
- Медали[2].